# Tessères de Giltine
Giltine Tesserae
Pour les articles homonymes, voir Giltine.
Les tessères de Giltine (désignation internationale : Giltine Tesserae) sont un terrain polygonal situées sur Vénus dans le quadrangle d'Helen Planitia. Il a été nommé en référence à Giltine, une déesse lituanienne du mauvais sort.